# 12-Stunden-Rennen von Sebring 1987

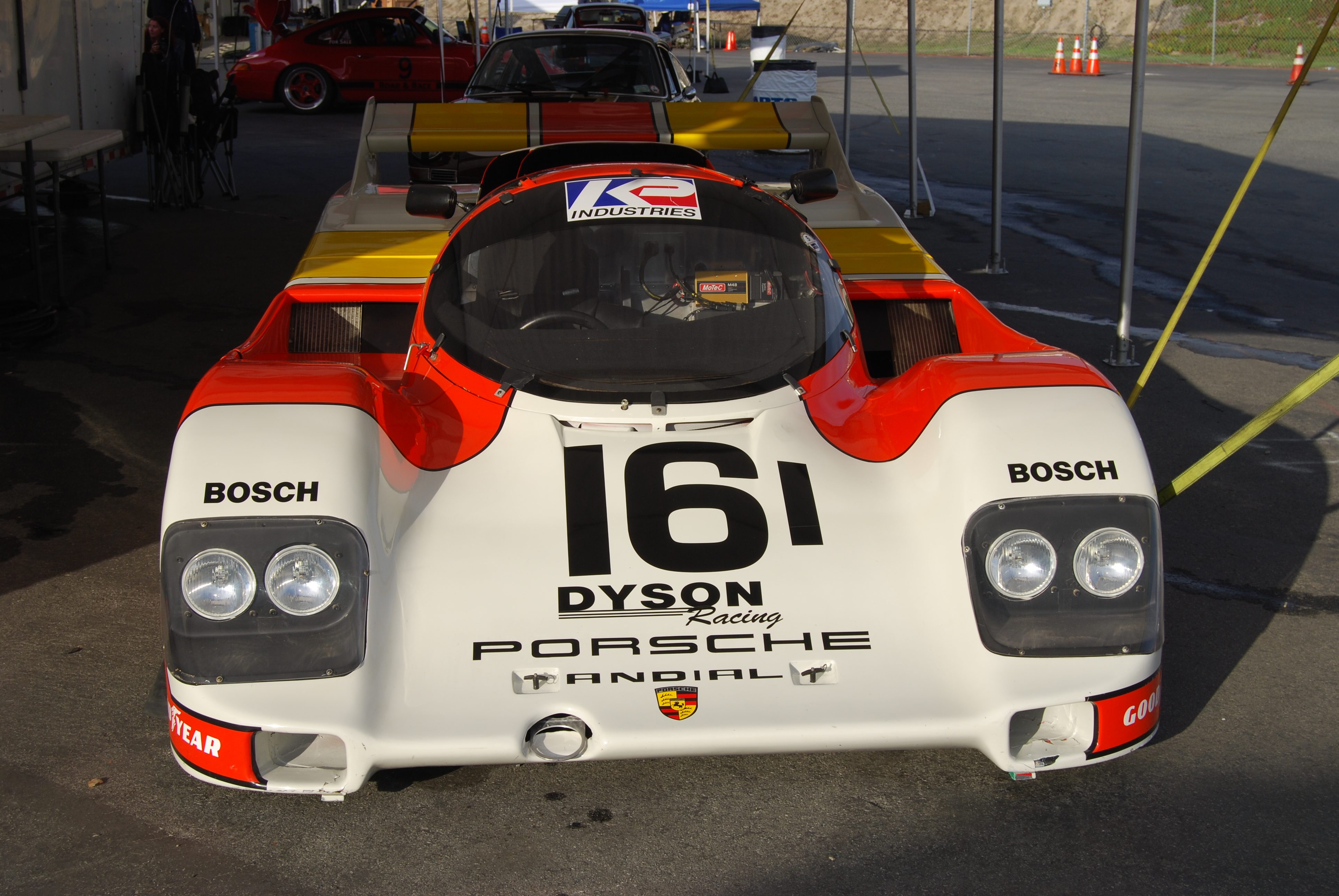
Der Dyson-Racing-Porsche 962 (Startnummer 16) von Price Cobb und Vern Schuppan, der nach 123 gefahrenen Runden nach einem Unfall ausschied

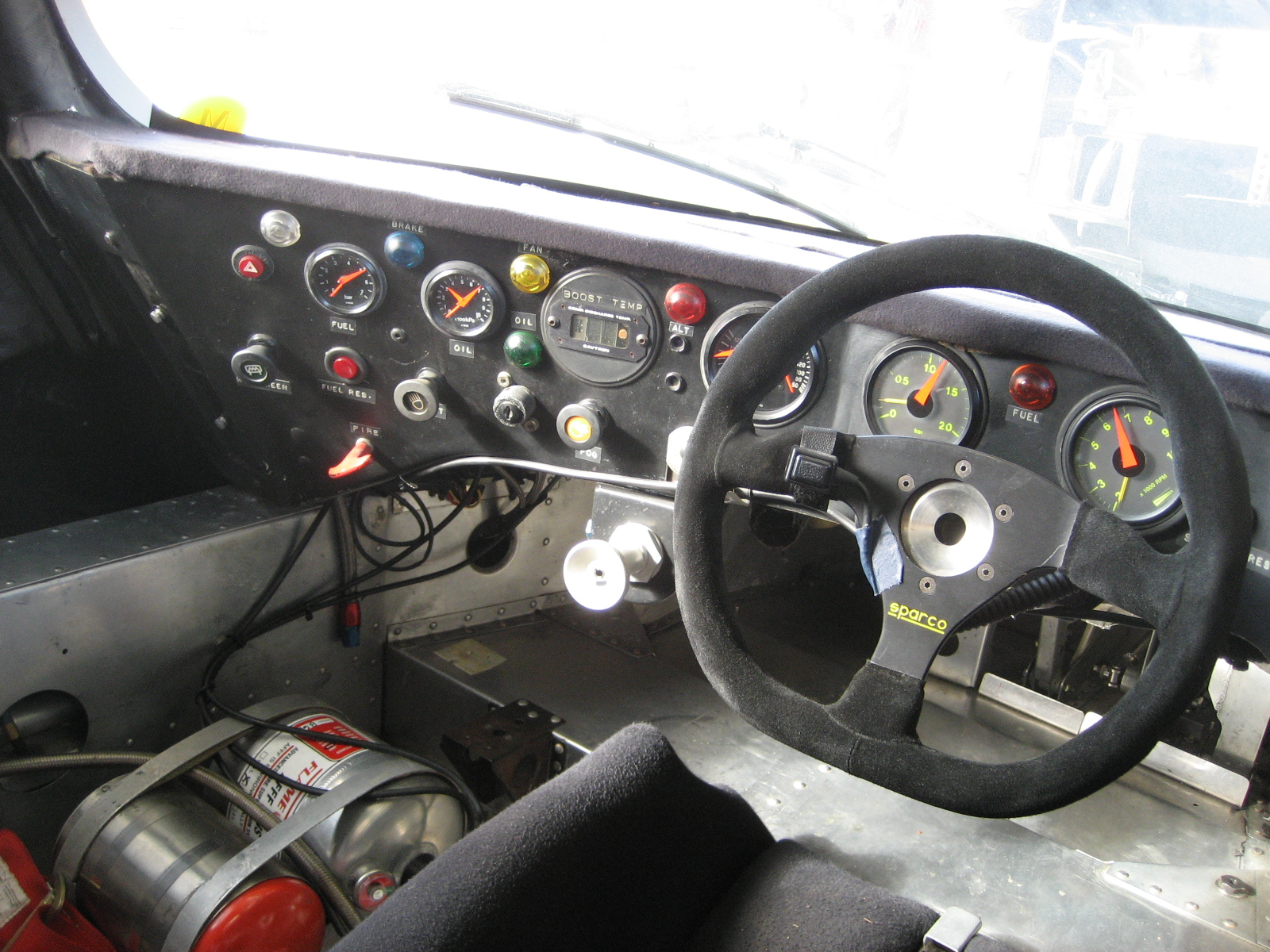
Cockpit eines Porsche 962

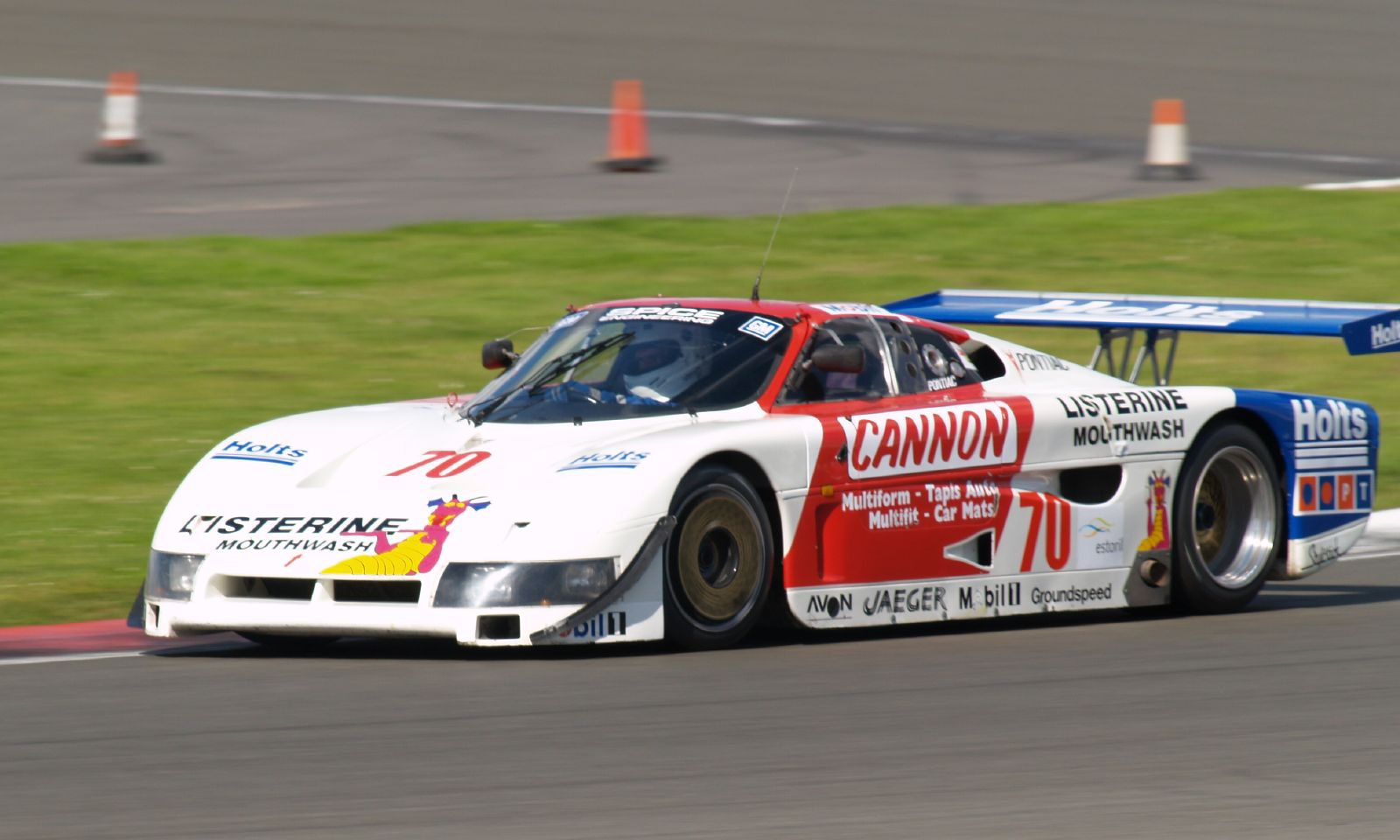
Spice SE86CL Pontiac Fiero GTP

Das 35. 12-Stunden-Rennen von Sebring, auch 12 Hours of Sebring Grand Prix of Endurance, The 35th Running of America's Premier Road Race, Sebring International Raceway, fand am 21. März 1987 auf dem Sebring International Raceway statt und war der dritte Wertungslauf der IMSA-GTP-Serie dieses Jahres.

## Vor dem Rennen
Wie in den Jahren davor begann die IMSA-GTP-Serie auch 1987 mit dem 24-Stunden-Rennen von Daytona. Das Rennen gewannen Chip Robinson, Derek Bell und Al Unser junior auf einem Porsche 962. Beim zweiten Saisonlauf, dem 3-Stunden-Rennen von Miami, blieben Elliott Forbes-Robinson und Geoff Brabham auf einem Nissan GTP ZX-Turbo siegreich.

## Das Rennen
In der Zeit zwischen den Rennen 1986 und 1987 kam es zu den bisher größten Umbaumaßnahmen an der Rennstrecke. Die Nord-Süd-Startbahn wurde ausgelassen und durch ein neues Asphaltstück mit dem sogenannten Karussell ersetzt, sodass die Länge auf 6,6 Kilometer schrumpfte. Unter der Leitung von Charles Earwood wurde auch viel Geld in neue Sicherheitsvorkehrungen und verbesserte Zuschauerareale investiert.
1987 hatten sich GTP-Rennwagen in der IMSA-GTP-Serie etabliert. Allerdings waren Entwicklung, Erwerb und Einsatz dieser Prototypen kostenintensiv, sodass viele Teams die Sprintrennen der Serie den aufwendigen Langstreckenrennen vorzogen. In Sebring waren daher nur neun GTP-Wagen am Start. Angeführt wurde diese Wagenklasse von den Porsche 962. Lange sah es im Rennen so aus, als würde Al Holbert (Partner Chip Robinson) seinen dritten Sebring-Gesamtsieg feiern können. Zwei Stunden vor Rennende musste bei Porsche jedoch ein Turbolader gewechselt werden. Die Boxencrew schaffte den Tausch in neun Minuten, der Sieg war jedoch verloren. Bobby Rahal und Jochen Mass siegten mit einem Vorsprung von zwei Runden.

## Ergebnisse

### Schlussklassement
| 1                  | GTP    | 86  | Bayside Disposal Racing   | Jochen Mass Bobby Rahal                             | Porsche 962                    | 298 |
| 2                  | GTP    | 14  | Holbert Racing            | Chip Robinson Al Holbert                            | Porsche 962                    | 296 |
| 3                  | GTP    | 8   | Primus Motorsport         | Brian Redman Chris Kneifel Elliott Forbes-Robinson  | Porsche 962                    | 293 |
| 4                  | GTP    | 0   | Joest Racing              | Sarel van der Merwe Louis Krages Danny Ongais       | Porsche 962                    | 281 |
| 5                  | GTO    | 28  | Protofab Racing           | Greg Pickett Tommy Riggins                          | Chevrolet Camaro               | 281 |
| 6                  | GTP    | 5   | Bob Akin Motor Racing     | James Weaver Bob Akin Steve Shelton                 | Porsche 962                    | 280 |
| 7                  | GTP    | 67  | Busby Racing              | Bob Wollek Darin Brassfield Wally Dallenbach jr.    | Porsche 962                    | 275 |
| 8                  | GTO    | 22  | Roush Racing              | Bruce Jenner Bobby Akin                             | Ford Mustang                   | 274 |
| 9                  | GTO    | 98  | All-American Racers       | Chris Cord Juan Manuel Fangio II                    | Toyota Celica Turbo            | 267 |
| 10                 | Lights | 42  | MMG White Allen           | John Higgins Charles Monk Howard Cherry             | Fabcar CL                      | 265 |
| 11                 | Lights | 05  | RM Racing                 | Charles Morgan Jim Rothbarth                        | Royale RP40                    | 261 |
| 12                 | Lights | 09  | Ball Bros. Racing         | Steve Durst Mike Brockman Tony Belcher              | Spice SE86CL Pontiac Fiero GTP | 261 |
| 13                 | GTO    | 65  | Grey Eagle Racing         | Jerry Clinton Morris Clement Stanton Barrett        | Ford Mustang                   | 256 |
| 14                 | Lights | 63  | Jim Downing               | Jim Downing John Maffucci John O’Steen              | Argo JM19                      | 253 |
| 15                 | GTO    | 74  | Whitehall Rocketsports    | Paul Gentilozzi Irv Hoerr Tom Winters               | Oldsmobile Toronado            | 251 |
| 16                 | GTU    | 17  | Al Bacon Racing           | Al Bacon Bob Reed                                   | Mazda RX-7                     | 245 |
| 17                 | GTU    | 54  | SP Racing                 | Gary Auberlen Bill Auberlen Karl Durkheimer         | Porsche 911                    | 244 |
| 18                 | GTU    | 89  | 901 Racing                | Peter Uria Larry Figaro Kyle Rathbun Jack Refenning | Porsche 911 Carrera RSR        | 243 |
| 19                 | GTO    | 87  | Morrison-Cook Motorsport  | Tommy Morrison Stu Hayner Don Knowles Bob McConnell | Chevrolet Corvette             | 241 |
| 20                 | GTO    | 30  | Skoal Bandit Racing       | Buz McCall Walt Bohren Paul Dallenbach              | Chevrolet Camaro               | 241 |
| 21                 | Lights | 43  | MMG White Allen           | Tim McAdam Scott Overby Chip Mead                   | Fabcar CL                      | 238 |
| 22                 | GTU    | 75  | Clayton Cunningham Racing | Tommy Kendall Bart Kendall Max Jones                | Mazda RX-7                     | 236 |
| 23                 | Lights | 35  | Diman Racing              | Mandy Gonzalez Manuel Villa Luis Gordillo           | Royale RP40                    | 235 |
| 24                 | Lights | 61  | Performance Technology    | Brent O’Neill John Lloyd                            | Argo JM19                      | 230 |
| 25                 | GTU    | 84  | Guy Church                | Guy Church Tom Hunt E. J. Generotti                 | Mazda RX-7                     | 226 |
| 26                 | GTU    | 82  | Dick Greer Racing         | Dick Greer Mike Mees John Finger                    | Mazda RX-7                     | 225 |
| 27                 | GTU    | 46  | Turbo Concepts            | Miguel Morejon Herman Galeano                       | Porsche 911                    | 224 |
| 28                 | GTU    | 71  | Team Highball             | Amos Johnson Dennis Shaw                            | Mazda RX-7                     | 217 |
| 29                 | GTO    | 11  | Roush Racing              | Lyn St. James Tom Gloy                              | Ford Mustang                   | 213 |
| 30                 | GTO    | 85  | Highlands Racing          | William Boyer Steve Roberts                         | Pontiac Firebird               | 211 |
| 31                 | GTU    | 00  | S Squared Engineering     | Charles Slater Dave Duttinger Rudy Bartling         | Porsche 911 Carrera RSR        | 209 |
| 32                 | Lights | 23  | Motion Promotions         | George Petrilak Dave Rosenberg Bruce MacInnes       | Argo JM19                      | 201 |
| 33                 | GTU    | 68  | Chambers Racing           | Dennis Chambers Chaunce Wallace                     | Mazda RX-7                     | 201 |
| 34                 | GTU    | 08  | Simms Romano Enterprise   | Paul Romano Vance Swifts John Drew                  | Mazda RX-7                     | 188 |
| 35                 | Lights | 52  | Wonzer Racing             | Ron Case Bruce Dewey Buzz Cason Nort Northam        | Lola T616                      | 186 |
| 36                 | GTP    | 4   | Roush Racing              | Scott Pruett Pete Halsmer                           | Ford Mustang GTX Special       | 179 |
| 37                 | GTO    | 24  | CAR Enterprises           | Craig Rubright Garrett Jenkins Roy Newsome          | Chevrolet Corvette             | 165 |
| 38                 | GTO    | 50  | Henry Brosnaham           | Henry Brosnaham Glen Cross Jim Johnson              | Chevrolet Camaro               | 158 |
| Ausgefallen        |        |     |                           |                                                     |                                |     |
| 39                 | Lights | 19  | S & L Racing              | Scott Schubot Linda Ludemann Lance Jones            | Tiga GT285                     | 252 |
| 40                 | GTO    | 76  | Peerless Hendrick         | Jack Baldwin Eppie Wietzes                          | Chevrolet Camaro               | 243 |
| 41                 | GTO    | 81  | Sentry Bank Equipment     | Ken Bupp Guy Church Del Russo Taylor                | Chevrolet Camaro               | 205 |
| 42                 | Lights | 80  | Gaston Andrey Racing      | Martino Finotto Ruggero Melgrati Pietro Silva       | Alba AR6                       | 177 |
| 43                 | GTO    | 90  | Bob’s Speed Products      | Bob Lee Gary Myers Timothy Lee                      | Buick Skyhawk                  | 161 |
| 44                 | Lights | 25  | Gaston Andrey Racing      | David Loring Roger Andrey Willy Lewis               | Tiga GT286                     | 145 |
| 45                 | GTU    | 44  | Goral Racing              | Paul Goral Rusty Bond Larry Figaro                  | Porsche 911                    | 140 |
| 46                 | GTO    | 49  | Catters Racing Team       | Carlos Munoz Carlos Catter Joe Gonzalez             | Pontiac Firebird               | 136 |
| 47                 | GTP    | 16  | Dyson Racing              | Price Cobb Vern Schuppan                            | Porsche 962                    | 123 |
| 48                 | GTU    | 60  | Schaderacing              | Steve DePoyster Bob Schader Jim Kurz Mike Jocelyn   | Mazda RX-7                     | 114 |
| 49                 | Lights | 31  | Gebhardt Racing USA       | Greg Hobbs Gary Robinson David Hobbs Alf Gebhardt   | Gebhardt JC853                 | 110 |
| 50                 | Lights | 96  | Hessert Racing            | Eduardo Dibos Keith Rinzler Tom Hessert             | Tiga GT286                     | 93  |
| 51                 | GTU    | 47  | Cumberland Valley Racing  | Doug Mills Richard Oakley                           | Mazda RX-7                     | 90  |
| 52                 | GTO    | 56  | Bill Wink Racing          | Bill Wink Bill Martin Don Erickson Tim Evans        | Chevrolet Camaro               | 87  |
| 53                 | Lights | 79  | Whitehall Rocketsports    | Skeeter McKitterick Ted Boady Paul Lewis            | Alba AR5                       | 86  |
| 54                 | GTO    | 99  | All-American Racers       | Willy T. Ribbs Jerrill Rice                         | Toyota Celica Turbo            | 84  |
| 55                 | Lights | 40  | Bieri Racing              | Uli Bieri Angelo Pallavicini David Murry            | Alba AR2                       | 76  |
| 56                 | GTO    | 83  | Shafer Racing             | Craig Shafer Joe Maloy George Shafer                | Chevrolet Camaro               | 76  |
| 57                 | GTO    | 51  | Quality Motorsports       | Dave Heinz Bob Young                                | Chevrolet Corvette             | 75  |
| 58                 | GTP    | 1   | A. J. Foyt Enterprises    | A. J. Foyt Danny Sullivan Hurley Haywood            | Porsche 962                    | 73  |
| 59                 | GTU    | 13  | Altman Bros Motor Racing  | Mark Altman Gary Altman Tim Selby                   | Porsche 914/6                  | 68  |
| 60                 | Lights | 9   | Finco Racing              | Fin Tomlinson Terry Loebel Richard Morgan           | Tiga GT285                     | 57  |
| 61                 | GTO    | 38  | Mandeville Auto Tech      | Roger Mandeville Kelly Marsh Don Marsh              | Mazda RX-7                     | 56  |
| 62                 | Lights | 36  | Erie Scientific Racing    | Frank Jellinek John Grooms Tom Bagley               | Royale RP40                    | 54  |
| 63                 | GTO    | 26  | Bob’s Speed Products      | Del Russo Taylor Mark Montgomery David Fuller       | Pontiac Firebird               | 45  |
| 64                 | GTO    | 91  | Lucas Truck Service       | Scott Gaylord Luis Albiza Kent Stover               | Oldsmobile Calais              | 38  |
| 65                 | GTO    | 12  | Centurion AutoTransport   | Harold Shafer Tom Nehl Robert Peters                | Buick Somerset                 | 36  |
| 66                 | Lights | 01  | Spice Engineering         | Jeff Kline Don Bell                                 | Spice Pontiac Fiero GTP        | 31  |
| 67                 | GTO    | 77  | Brooks Racing             | Robert Lappalainen Kenper Miller                    | Chevrolet Camaro               | 25  |
| 68                 | GTO    | 72  | Sunrise Racing            | Jeff Loving Richard Small Jan Goodman               | Chevrolet Camaro               | 23  |
| 69                 | GTU    | 15  | Murray Racing             | Dick Murray Terry Visger                            | Pontiac Fiero                  | 20  |
| 70                 | GTO    | 70  | Hi-Tech Coating           | Tom Juckette Richard McDill Bill McDill             | Chevrolet Camaro               | 19  |
| 71                 | GTO    | 21  | OMR Engines               | Gene Felton Lee Perkinson Matt Mnich                | Chevrolet Camaro               | 10  |
| 72                 | GTO    | 88  | Morrison-Cook Motorsport  | John Heinricy Bob McConnell Bobby Carradine         | Chevrolet Camaro               | 9   |
| 73                 | Lights | 29  | Ares Sports               | Steve Phillips Ron Canizares Howard Katz            | Tiga GT286                     | 8   |
| 74                 | GTO    | 04  | Dave White Racing         | Arthur Pilla Dave White George Drolsom              | Porsche 944                    | 7   |
| Nicht gestartet    |        |     |                           |                                                     |                                |     |
| 75                 | GTO    | 92  | Lance Van Every           | Ash Tisdelle Lance Van Every                        | Chevrolet Camaro               | 1   |
| 76                 | GTP    | 86T | Bayside Disposal Racing   |                                                     | Porsche 962                    | 2   |
| Nicht qualifiziert |        |     |                           |                                                     |                                |     |
| 77                 | GTO    | 06  | Art Cross                 | Art Cross Gary Smith Bob Lee                        | Chevrolet Monte Carlo          | 3   |
| 78                 | GTO    | 3   | Vince Gimondo             | Vince Gimondo Ken Grostic Terry Wolters             | Oldsmobile Calais              | 4   |
| 79                 | GTO    | 10  | Don Nooe                  | Jim Stricklin Don Nooe Tim Stringfellow             | Chevrolet Corvette             | 5   |
| 80                 | Lights | 18  | Jeff Bietzel              | Tim Evans Andy Pilgrim Doug Goad Terry McKenna      | PAS                            | 6   |
| 81                 | GTO    | 39  | Gary English              | Frank Del Vecchio Chris Thompson Kurt Mathewson     | Chevrolet Camaro               | 7   |
| 82                 | GTU    | 41  | B&G Racing                | Mike Graham Richard Burr Charles Bryant             | BMW 325                        | 8   |
| 83                 | GTU    | 45  | Carlos Pedrera            | Carlos Pedrera Dennis Dobkin                        | Mazda RX-7                     | 9   |
| 84                 | GTU    | 48  | Gary Wonzer Racing        | Gary Wonzer Ron Case Brian Cameron Tom Cripe        | Porsche 911                    | 10  |
| 85                 | GTO    | 69  | Tom Clark                 | Kenneth LaGrow                                      | Ford Mustang                   | 11  |
| 86                 | GTU    | 78  | Fritz Hochreuter          | Rudy Bartling Fritz Hochreuter Werner Frank         | Porsche 911                    | 12  |

1 nicht gestartet
2 Trainingswagen
3 nicht qualifiziert
4 nicht qualifiziert
5 nicht qualifiziert
6 nicht qualifiziert
7 nicht qualifiziert
8 nicht qualifiziert
9 nicht qualifiziert
10 nicht qualifiziert
11 nicht qualifiziert
12 nicht qualifiziert

### Nur in der Meldeliste
Hier finden sich Teams, Fahrer und Fahrzeuge, die ursprünglich für das Rennen gemeldet waren, aber aus den unterschiedlichsten Gründen daran nicht teilnahmen.
| Pos. | Klasse | Nr. | Team               | Fahrer                                              | Chassis            |
| ---- | ------ | --- | ------------------ | --------------------------------------------------- | ------------------ |
| 87   | GTU    | 20  | Gary Wonzer Racing | John Hofstra Mick Robinson Ron Robinson             | Porsche 914        |
| 88   | Lights | 27  | MSB Racing         | Jim Fowells Dave Cowart                             | Argo JM19          |
| 89   | GTO    | 32  | Karl Keck          | Karl Keck Mark Kennedy David Fuller Mark Montgomery | Chevrolet Corvette |
| 90   | Lights | 53  | Gary Wonzer Racing | Ron Case Vicki Smith Peter Uria Art Cross           | Lola T616          |
| 91   | GTU    | 57  | Kryderacing        | Reed Kryder Barry Kassel Paul Thomas Corky Prep     | Nissan 300ZX       |
| 92   | GTO    | 58  | Diego Febles       | Diego Febles Basilio Davila                         | Ford Mustang       |
| 93   | GTO    | 66  | Gary English       | Gary English Jerry Thompson                         | Chevrolet Camaro   |

### Klassensieger
| Klasse | Fahrer       | Fahrer        | Fahrer        | Fahrzeug         | Platzierung im Gesamtklassement |
| ------ | ------------ | ------------- | ------------- | ---------------- | ------------------------------- |
| GTP    | Bobby Rahal  | Jochen Mass   |               | Porsche 962      | Gesamtsieg                      |
| Lights | John Higgins | Charles Monk  | Howard Cherry | Fabcar CL        | Rang 10                         |
| GTO    | Greg Pickett | Tommy Riggins |               | Chevrolet Camaro | Rang 5                          |
| GTU    | Al Bacon     | Bob Reed      |               | Mazda RX-7       | Rang 16                         |

### Renndaten
- Gemeldet: 93
- Gestartet: 74
- Gewertet: 38
- Rennklassen: 4
- Zuschauer: 40000
- Wetter am Renntag: warm und trocken
- Streckenlänge: 6,614 km
- Fahrzeit des Siegerteams: 12:01:27,197 Stunden
- Gesamtrunden des Siegerteams: 298
- Gesamtdistanz des Siegerteams: 1971,092 km
- Siegerschnitt: 163,926 km/h
- Pole Position: Chip Robinson – Porsche 962 (#14) – 2:02,961 – 193.654 km/h
- Schnellste Rennrunde: Chip Robinson – Porsche 962 (#14) – 2:05,000 – 190.495 km/h
- Rennserie: 3. Lauf zur IMSA-GTP-Serie 1987